# کوشلو
کوشلو (به لهستانی:  Koszelew) یک منطقهٔ مسکونی در لهستان است که در گمینا گانبین واقع شده‌است.
 کوشلو  ۴۹۲ نفر جمعیت دارد.